# Victor Nehlig
Victor Nehlig (n. 1830, Paris, Franța – d. 1909, New York City, New York, SUA) a fost un pictor franco-american.

## Viața
Născut la Paris în 1830, Nehlig a studiat pictura cu Léon Cogniet și Abel de Pujol⁠(d). În 1850, s-a mutat în Statele Unite, unde va trăi și va lucra în următorii 22 de ani, întrerupt doar de o scurtă ședere la Havana, Cuba. În perioada petrecută în Statele Unite, Nehlig și-a deschis un studio în New York și a pictat o varietate de lucrări în stil academic, demonstrând adesea priceperea sa în reprezentarea figurii umane. Nehlig s-a întors în Franța natală în 1872, la doi ani după ce a fost ales academician în cadrul Academiei Naționale de Design și la scurt timp după ce studioul său și multe dintre materialele sale de referință au fost distruse într-un incendiu devastator. A murit în 1909 la New York.

## Lucrări
Deși Nehlig a fost relativ bine cunoscut în rândul pasionaților de artă în timpul său, lucrările sale au beneficiat de mai puțină atenție în anii următori. A pictat frecvent interpretări ale istoriei americane, dând un interes deosebit pentru scenele din Războiul Civil American, ale căror efecte le-a văzut cu ochii lui. Un episod al războiului— Atacul cavaleriei locotenentului Henry B. Hidden (1875), aflată în colecția Centrului Henry Luce III pentru Studiul Culturii Americane al Societății Istorice din New York și Pocahontas salvându-l pe căptanul John Smith (1870), deținută în colecția Muzeului de Artă BYU, se numără printre singurele sale picturi expuse publicului. Un număr de alte picturi există în colecții private.